# Zanclistius
Zanclistius is een monotypisch geslacht van straalvinnige vissen uit de familie van harnashoofdvissen (Pentacerotidae).

## Soort
- Zanclistius elevatus (Ramsay & Ogilby, 1888)